# Jean Van Crombrugge
Pour les articles homonymes, voir Van Crombrugge.

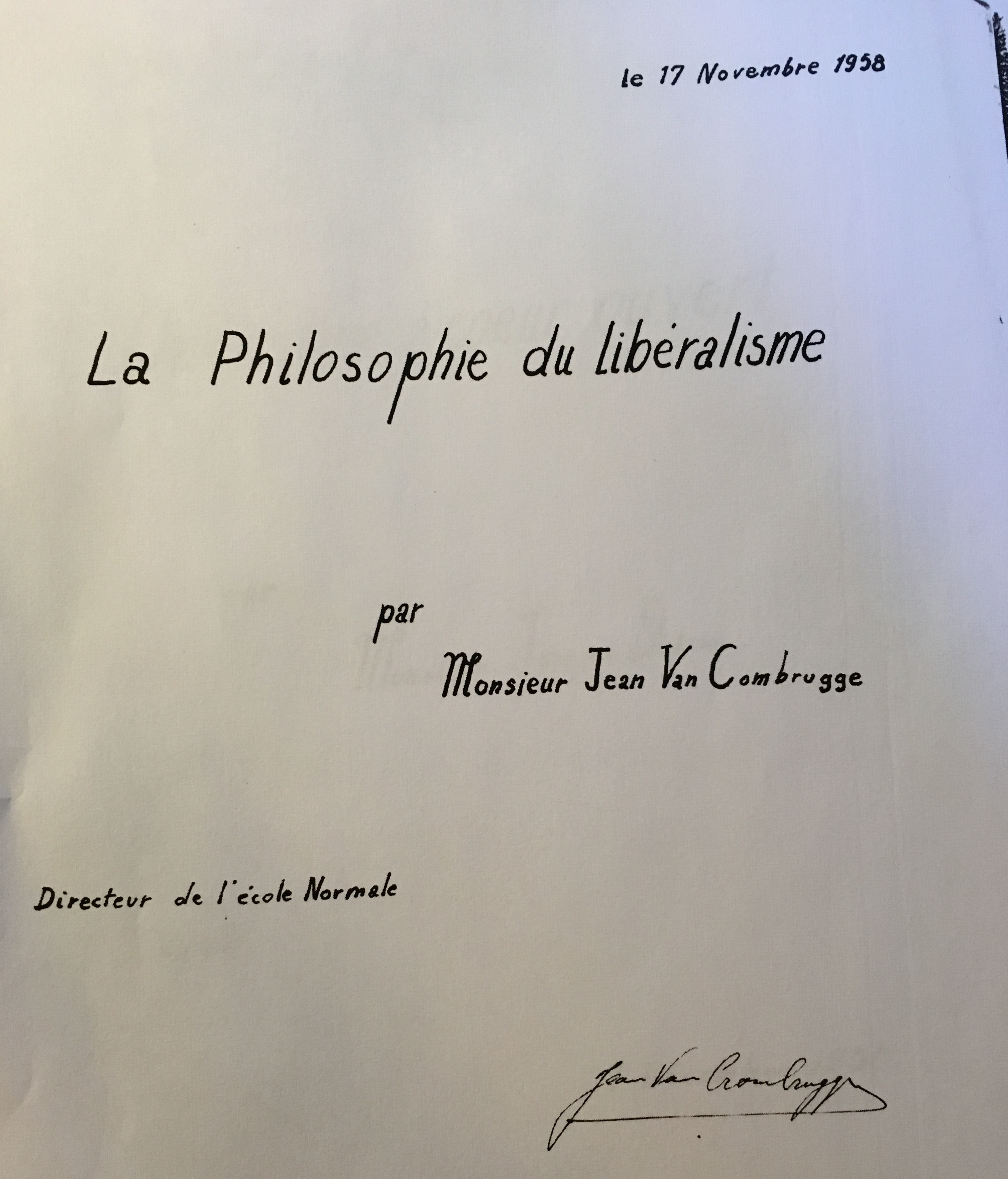
sujet du jour, réunion au Château Dresse (chateau bleu maintenant) 17 novembre 1958
+ signature

Jean Van Crombrugge né à Liège le 18 mai 1922, décédé à Liège le 29 septembre 1995, est un journaliste et enseignant belge et un militant wallon. 
Il fut journaliste à L'Express, journal de tendance libérale, aujourd'hui disparu. Il entre dans la résistance à l'occupant en 1943, procurant aide aux jeunes réfractaires au travail forcé, fourniture de fausses pièces d'identité, hébergement et accompagnement de prisonniers français évadés. A la Libération, il se lance dans une intense propagande en faveur de l'abdication de Léopold III et en faveur du prochain Congrès national wallon de 1945. Il est membre de son Comité permanent et prend part à tous les Congrès nationaux wallons de 1945 à 1959. Il préside aussi au niveau national les Jeunesses libérales qui s'opposent au retour de Léopold III.
En 1952 il prépare avec des militants flamands et wallons l'Accord Schreurs-Couvreur. Il participe aussi dans les années 1950 à la rédaction d'une Constitution fédérale, manifeste lors de la Grève générale de l'hiver 1960-1961 aux côtés des renardistes tout en regrettant les excès des grévistes. Il fonde en 1962 avec Fernand Schreurs le Mouvement libéral wallon. Il devient membre du Collège exécutif de Wallonie et au Pétitionnement wallon que le Collège organise. À la suite de la disparition du Collège il représente le Mouvement libéral wallon au sein de la Délégation permanente des mouvements wallons. Il rompt en 1968 avec le Parti libéral (alors PLP), rejoint le Rassemblement wallon en 1972 puis la dissidence de gauche du RW le Rassemblement populaire wallon.
Il assura la direction de l'École normale de Liège de 1956 à 1987 après y avoir enseigné le français et c'est à ce titre qu'il milita pour l'enseignement du wallon à l'école et devint membre du CRIWÉ. L'Encyclopédie du Mouvement wallon lui consacre une assez importante notice en son Tome III.
Il se marie le 4 juillet 1959 à Liège avec Monique GAIETOT avec laquelle il a eu deux enfants : Vincent  né le 3 mai 1960 à Liège et  France née le 3 mai 1962 à Liège.
Une de ses citations : "Il n'y a pas de vérité qui vaille qu'on lui sacrifie un seul homme, parce que la vérité en ce monde, c'est l'homme lui-même, sa liberté, sa dignité et surtout sa vie".